# Гндеванк
Гндеванк — армянский монастырь X века в Вайоцдзорской области Армении, вдоль дороги Вайк-Джермук, в каньоне реки Арпа. Монастырь Гндеванк, построенный в 936 году, является одним из древнейших монастырей, сохранившихся в Армении. Храм, окруженный крепостной стеной, был возведен по инициативе княгини Софьи и в средневековые века считался одним из культурных центров Армении.

## Галерея
- Фотография 1901 года